# 이궁지쟁
이궁지쟁(한국 한자: 二宮之爭)은 삼국시대의 오나라에서 10여년 동안 발생한 정치 투쟁을 총칭하는 말이다. 한국에서는 이궁의 변(二宮의 變)이라는 표현으로 알려져 있으나 이는 한국에서 지어낸 조어로써, 원어식 표현은 이궁지쟁(중국어: 二宮之爭) 또는 남노당쟁(南魯黨爭)으로 부른다.
이 사건이 발생한 표면적인 이유는 손화와 손패의 왕위를 둔 패권 싸움이지만, 그 배경에 있어 강남 귀족사회의 특징을 찾아내려는 경향도 있다. 손화와 손패의 아버지인 황제 손권이 문제 해결을 미루고 있었던 것이 사건의 일반적인 원인으로 보인다.

## 발단
229년 황제에 즉위한 손권은 장자이며 총명하다고 알려진 손등을 황태자로 세웠다. 그러나 손등은 적오 4년(241년) 3월에 불과 33세로 병사한다.
병상의 손등은 유서에서 손권이 총애하던 왕 부인의 아들이자 총명한 손화를 차기 태자로 추천했고, 손권도 그에 따라 다음해인 적오 5년(242년) 정월에 손화를 태자에 임명했다. 하지만 그해 8월 손화의 이복동생인 손패를 노(魯)왕에 봉하고 손권이 태자 손화와 노왕 손패를 거의 같은 대우로 대접하면서 군신 사이에 태자를 갈아치울지 모른다는 인식이 팽배했다.
적오 6년(243년) 11월, 19년 동안 승상의 직위를 맡고 있던 고옹이 사망한다. 고옹의 손자 고담이 태자파였기 때문에, 내분이 표면화하면 그 역시 태자파에 속했을 것으로 생각된다. 적오 7년(244년) 정월, 야전사령관인 상대장군 육손이 승상에 임명되지만, 형주 방어라는 직무를 유지해야 했기 때문에 수도 건업에는 정승이 부재한 상황이 되어버렸다.

## 내분
이 움직임에 따라 노왕파(손패파)는 태자 폐위 공작을 개시하고, 태자파(손화파)는 이를 막기 위한 공작을 개시한다. 또한 손패는 군신들의 말에 따라 태자 폐위에 스스로도 의욕을 보였다. 군신들은 두동강이 나, 손화측에는 승상 육손・시상독 제갈각・태상 고담・표기장군 주거・회계태수 등윤・평위장군 주적・상서 정밀・태부 오찬・상서복야 굴황・무난독 진정・오영독 진상・장순・우림도독 장휴・경하독 고승・편장군 고제・상서선조랑 육윤 ・공주 손노육(주거의 아내)등이, 손패측에는 대사마 전종・표기장군 보즐・중서령 손홍・진남장군 여대・월기교위 여거・무위도위 손준・전기(전종의 차남)・오안(오경의 손자)・손기・양축・기도위 제갈작(제갈각의 장남)・공주 손노반(전종의 아내) 등이 붙었다. 특히 손노반은 손화의 생모 왕 부인과 불화하여 궁중에까지 암투를 확산시켰다.
육손은 여러 차례 손화를 옹호하는 상소를 벌이고 건업에 올라가 손권을 직접 설득하고자 하였다. 그래서 노왕파가 손권에게 참언하였다. 특히 양축은 육손에 관한 20개조 혐의 사항을 고발하고 손권은 육손에 대해 문책 사자를 수차례 보냈다. 이후 노왕파의 참언이 심화되어 태부 오찬이 처형되고 고담(육손의 조카), 장휴 등 태자파의 핵심 인사들이 차례로 좌천(혹은 유배)되었다. 적오 8년(245년) 2월, 육손은 일련의 사건들로 인해 화병이 나 죽었다.
이어 적오 9년(246년) 9월의 인사개편으로 전종이 우대사마, 보즐이 승상이 됨으로써 노왕파가 주도권을 잡았다. 그러나 다음해인 적오 10년(247년) 정월에 전종이, 5월에 보즐이 잇따라 사망하자 다시 사태가 복잡해진다. 하시만 손화파는 이 기회를 살리지 못했고, 다시 두 세력이 경쟁하여 사태는 완전히 수렁에 빠진다.

## 쌍방처벌
적오 13년(250년), 마침내 손권이 이 정쟁에 대한 결단을 내렸다. 태자 손화는 폐위시킨 뒤 남양왕으로 봉하고, 노왕 손패는 죽였다. 또한 손패파 중 적극적 공작을 벌였던 전기・오안・손기・양축 등을 모조리 주살했다. 그리고 손량을 새로운 황태자로 세우는 것으로 사태를 마무리했다.
이 조치에 반대한 손화파의 굴황과 표기장군 주거는 장 100대의 형을 받고, 굴황은 고향으로, 주거는 신도군으로 좌천되어 임지로 가는 도중에 중서령 손홍에 의해 자해하였다. 그 외에도 손화 폐위에 반대한 수십명의 관리가 처형되거나 추방되었다. 사람들은 모두 이에 대해 마음 속에 불만을 품었다.
새로 세워진 태자 손량은 불과 8살이었다. 위나라와 대립하고 있던 오나라에는 강력한 지도자가 필요했지만, 8세(즉위 당시에는 10세) 어린아이에게 그것을 기대할 수는 없었다. 그리고 태원 2년(252년) 4월에 손권이 죽은 뒤 대장군 제갈각(그는 손화파였지만 246년 인사개편 때도 실각하지 않고 남아 있었다. 일설에는 손패파와 통하고 있었다고도 한다), 무위장군 손준(전 손패파)이 권력을 고스란히 잡게 되었다. 처음에는 제갈각이 실권을 잡았으나, 그는 253년 6월 위나라 원정을 대실패하고 실각했다. 동년 8월 손준은 쿠데타를 일으켜 제갈각을 잡아 죽이고 실권을 쥔 뒤, 손화에게 트집을 잡아 신도군으로 강제이주시키고 그를 자살케 했다.
오봉 원년(254년)에는 손화파의 행동이 활발해지고, 손등의 아들인 손영이 손준 암살에 실패하여 자살했다. 그리고 손준이 죽은 뒤 권력은 종형제 손침에게로 넘어갔다. 이듬해 왕돈 등이 손침을 제거하려 했으나 실패했다. 태평 3년(258년), 손침은 손량을 폐하고 손휴를 제위에 올리는데 이번에는 손휴가 손침을 주살한다. 이렇게 내분은 계속 이어지고, 그 사이에 위나라는 촉나라를 병합해 버린다.

## 영향
손화파에 섰던 호족들, 특히 장씨(장소의 일문), 고씨(고옹의 일문)가 큰 타격을 입었다. 
또한 이 정치투쟁은 강남 호족들의 주류와 비주류 갈등도 얽혀 있었다. 본래 강남은 중앙에서 벗어나 있었기 때문에 호족의 힘이 강한 지역이었다. 그 중에서 군사적으로 특출난 세력을 가진 손씨 가문을 맹주로 하는 소위 연합왕국 같은 형태로 성립된 것이 오나라 황조이다(이 경향은 동진에서도 강하게 보인다). 이처럼 복잡한 정치배경을 가진 오나라가 내부에서 두동강 분열되어 보다 복잡한 파벌을 형성함으로써 본래의 문제가 다른 차원까지 정쟁을 유발하게 되어 버렸다.
《삼국지》에 주석을 단 배송지가 이 사건에 대하여 평하길, '원소와 유표는 각각 원상과 유종이 총명하다고 생각하여 원래부터 그들에게 뒤를 잇게 할 의사가 있었다. 그러나 손권은 한 번은 손화를 세웠다가 손패를 총애해 혼란의 원인을 만들어 스스로 일족에게 화를 만들었다. 전자의 둘과 후자는 같은 것이 아니다. 원씨와 유씨의 예와 비교해도 손권의 어리석고 도리에 어긋남이 더욱 심한 것이다(하략).'라고 하였다.

## 참고 자료
- 陳舜臣『中国の歴史・三』1990年、ISBN 4-06-184784-8